# Cattedrali in Burkina Faso

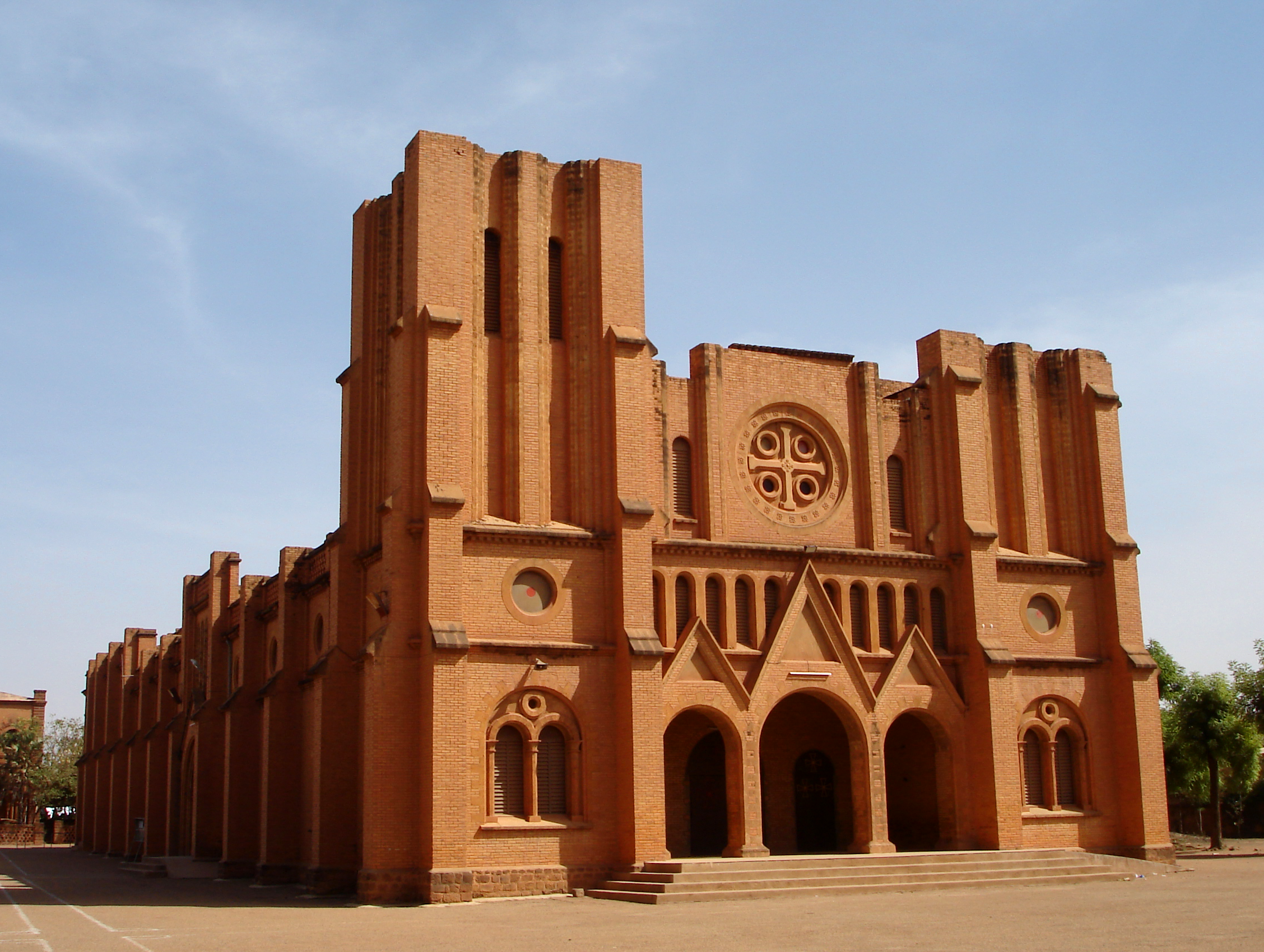
Cattedrale di Ouagadougou

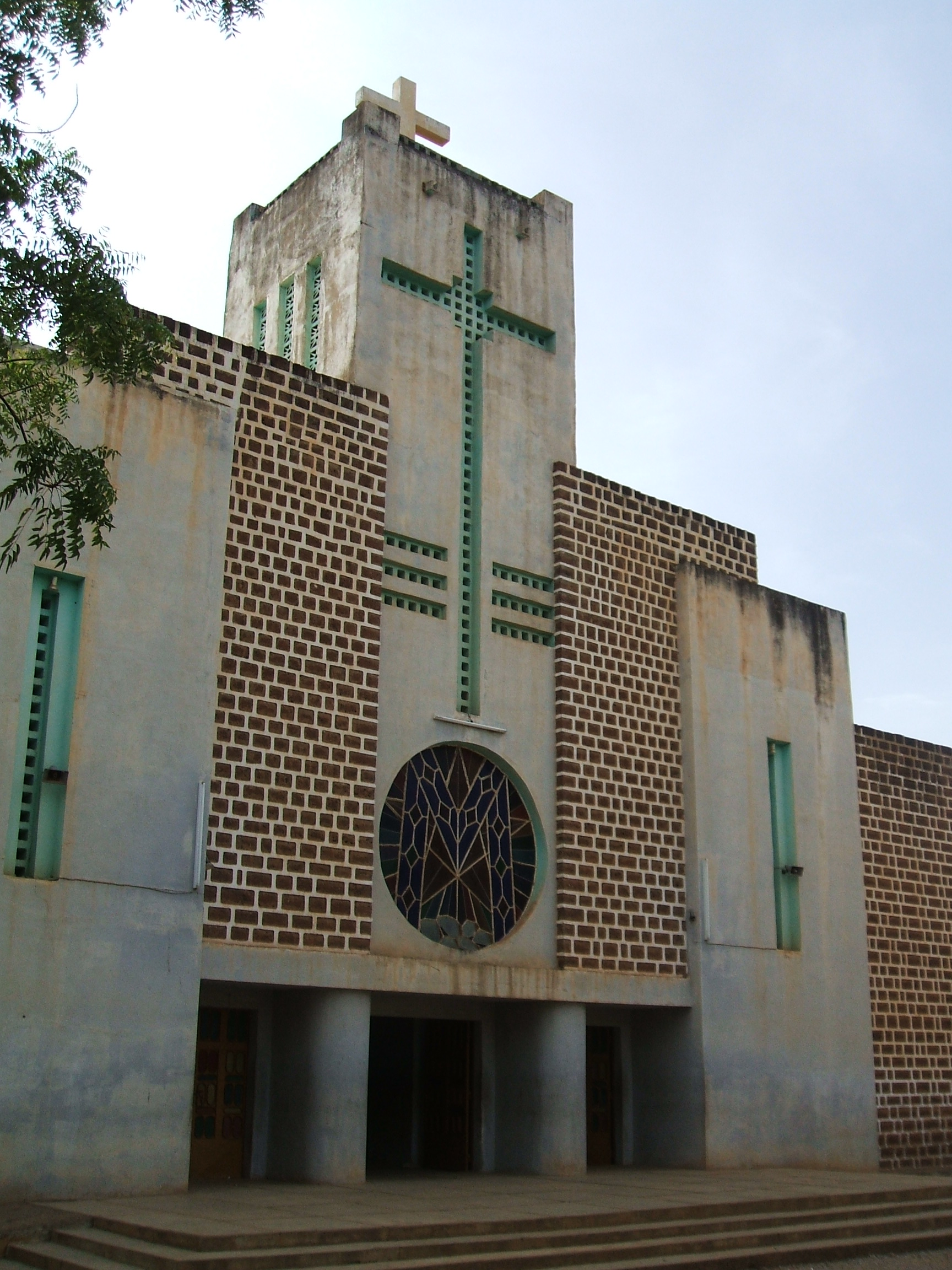
Cattedrale di Koupéla

Questa è una lista delle cattedrali in Burkina Faso.

## Cattedrali cattoliche
| Cattedrale                                         | Arcidiocesi o Diocesi         | Località       |
| -------------------------------------------------- | ----------------------------- | -------------- |
| Cattedrale dell'Immacolata Concezione              | Arcidiocesi di Ouagadougou    | Ouagadougou    |
| Cattedrale di Sant'Agostino                        | Diocesi di Koudougou          | Koudougou      |
| Cattedrale di Nostra Signora Assunta               | Diocesi di Manga              | Manga          |
| Cattedrale di Nostra Signora della Liberazione     | Diocesi di Ouahigouya         | Ouahigouya     |
| Cattedrale di Nostra Signora di Lourdes            | Arcidiocesi di Bobo-Dioulasso | Bobo-Dioulasso |
| Cattedrale dei Santi Pietro e Paolo                | Diocesi di Banfora            | Banfora        |
| Cattedrale di Sant'Anna                            | Diocesi di Dédougou           | Dédougou       |
| Cattedrale dei Santi Pietro e Paolo                | Diocesi di Diébougou          | Diébougou      |
| Cattedrale del Sacro Cuore                         | Diocesi di Gaoua              | Gaoua          |
| Cattedrale di Nostra Signora del Perpetuo Soccorso | Diocesi di Nouna              | Nouna          |
| Cattedrale di Nostra Signora delle Grazie          | Arcidiocesi di Koupéla        | Koupéla        |
| Cattedrale di Sant'Anna                            | Diocesi di Dori               | Dori           |
| Cattedrale di San Giuseppe                         | Diocesi di Fada N'Gourma      | Fada N'Gourma  |
| Cattedrale di Nostra Signora                       | Diocesi di Kaya               | Kaya           |
| Cattedrale di Tenkodogo                            | Diocesi di Tenkodogo          | Tenkodogo      |